# Erica vestita
Erica vestita är en ljungväxtart som beskrevs av Carl Peter Thunberg. Erica vestita ingår i släktet klockljungssläktet, och familjen ljungväxter. Inga underarter finns listade i Catalogue of Life.